# Mezistátní utkání české hokejové reprezentace v sezóně 2015/2016
Mezistátních utkání české hokejové reprezentace v sezóně 2015/2016 bylo celkem 25. Nejprve odehrála reprezentace 3 zápasy na Karjala Cupu 2015 a 3 zápasy na Channel One Cupu 2015. V roce 2016 následovalo 10 zápasů na Euro Hockey Tour 2015/2016 a na Euro Hockey Challenge 2016, potom přátelský zápas s Kanadou a sezónu ukončilo 8 zápasů na Mistrovství světa v ledním hokeji 2016.

## Přehled mezistátních zápasů
| Pořadí | Datum        |       | Výsledek                           | Soupeř     | Soutěž                                              | Místo utkání   |
| ------ | ------------ | ----- | ---------------------------------- | ---------- | --------------------------------------------------- | -------------- |
| 1837.  | 5. 11. 2015  | Česko | 2 : 6 (0:2, 0:2, 2:2)              | Švédsko    | Karjala Cup 2015                                    | Örnsköldsvik   |
| 1838.  | 7. 11. 2015  | Česko | 1 : 2 (0:0, 1:1, 0:1)              | Finsko     | Karjala Cup 2015                                    | Helsinky       |
| 1839.  | 8. 11. 2015  | Česko | 4 : 3sn (0:0, 1:1, 2:2 - 0:0, 1:0) | Rusko      | Karjala Cup 2015                                    | Helsinky       |
| 1840.  | 17. 12. 2015 | Česko | 0 : 3 (0:0, 0:1, 0:2)              | Finsko     | Channel One Cup 2015                                | Praha          |
| 1841.  | 19. 12. 2015 | Česko | 3 : 1 (0:0, 1:1, 2:0)              | Švédsko    | Channel One Cup 2015                                | Moskva         |
| 1842.  | 20. 12. 2015 | Česko | 4 : 2 (1:0, 3:2, 0:0)              | Rusko      | Channel One Cup 2015                                | Moskva         |
| 1843.  | 11. 2. 2016  | Česko | 3 : 2sn (1:1, 0:0, 1:1 - 0:0, 1:0) | Rusko      | Euro Hockey Tour 2015/16                            | Třinec         |
| 1844.  | 13. 2. 2016  | Česko | 2 : 4 (0:1, 1:1, 1:2)              | Rusko      | Euro Hockey Tour 2015/16                            | Ostrava        |
| 1845.  | 6. 4. 2016   | Česko | 7 : 2 (0:0, 3:1, 4:1)              | Německo    | Euro Hockey Challenge 2016                          | Ústí nad Labem |
| 1846.  | 8. 4. 2016   | Česko | 2 : 1 (0:0, 1:1, 1:0)              | Německo    | Euro Hockey Challenge 2016                          | Ústí nad Labem |
| 1847.  | 13. 4. 2016  | Česko | 2 : 3 (1:1, 0:2, 1:0)              | Švýcarsko  | Euro Hockey Challenge 2016                          | Visp           |
| 1848.  | 15. 4. 2016  | Česko | 2 : 1pp (1:0, 0:0, 0:1 - 1:0)      | Švýcarsko  | Euro Hockey Challenge 2016                          | Biel           |
| 1849.  | 21. 4. 2016  | Česko | 3 : 2 (2:1, 1:1, 0:0)              | Finsko     | Euro Hockey Tour 2015/16 Euro Hockey Challenge 2016 | Oulu           |
| 1850.  | 23. 4. 2016  | Česko | 1 : 4 (0:0, 1:3, 0:1)              | Finsko     | Euro Hockey Tour 2015/16 Euro Hockey Challenge 2016 | Kouvola        |
| 1851.  | 27. 4. 2016  | Česko | 2 : 7 (2:1, 0:2, 0:4)              | Švédsko    | Euro Hockey Tour 2015/16 Euro Hockey Challenge 2016 | Znojmo         |
| 1852.  | 29. 4. 2016  | Česko | 7 : 1 (2:0, 1:1, 4:0)              | Švédsko    | Euro Hockey Tour 2015/16 Euro Hockey Challenge 2016 | Znojmo         |
| 1853.  | 3. 5. 2016   | Česko | 0 : 3 (0:2, 0:0, 0:1)              | Kanada     | přátelsky                                           | Praha          |
| 1854.  | 6. 5. 2016   | Česko | 3 : 0 (1:0, 1:0, 1:0)              | Rusko      | Mistrovství světa 2016 (ZS)                         | Moskva         |
| 1855.  | 7. 5. 2016   | Česko | 4 : 3sn (2:0, 0:1, 1:2 - 0:0, 1:0) | Lotyšsko   | Mistrovství světa 2016 (ZS)                         | Moskva         |
| 1856.  | 9. 5. 2016   | Česko | 4 : 2 (0:2, 3:0, 1:0)              | Švédsko    | Mistrovství světa 2016 (ZS)                         | Moskva         |
| 1857.  | 12. 5. 2016  | Česko | 7 : 0 (3:0, 4:0, 0:0)              | Norsko     | Mistrovství světa 2016 (ZS)                         | Moskva         |
| 1858.  | 13. 5. 2016  | Česko | 3 : 1 (1:0, 0:0, 2:1)              | Kazachstán | Mistrovství světa 2016 (ZS)                         | Moskva         |
| 1859.  | 15. 5. 2016  | Česko | 1 : 2sn (0:0, 1:0, 0:1 - 0:0, 0:1) | Dánsko     | Mistrovství světa 2016 (ZS)                         | Moskva         |
| 1860.  | 17. 5. 2016  | Česko | 5 : 4 (1:1, 1:0, 3:3)              | Švýcarsko  | Mistrovství světa 2016 (ZS)                         | Moskva         |
| 1861.  | 19. 5. 2016  | Česko | 1 : 2sn (1:0, 0:1, 0:0 - 0:0, 0:1) | USA        | Mistrovství světa 2016 (ČTF)                        | Moskva         |

## Bilance sezóny 2015/16
| Soupeř     | Zápasy | Výhry | VP | PP | Prohry | Skóre |
| ---------- | ------ | ----- | -- | -- | ------ | ----- |
| Dánsko     | 1      | 0     | 0  | 1  | 0      | 1:2   |
| Finsko     | 4      | 1     | 0  | 0  | 3      | 5:11  |
| Kanada     | 1      | 0     | 0  | 0  | 1      | 0:3   |
| Kazachstán | 1      | 1     | 0  | 0  | 0      | 3:1   |
| Lotyšsko   | 1      | 0     | 1  | 0  | 0      | 4:3   |
| Německo    | 2      | 2     | 0  | 0  | 0      | 9:3   |
| Norsko     | 1      | 1     | 0  | 0  | 0      | 7:0   |
| Rusko      | 5      | 2     | 2  | 0  | 1      | 16:11 |
| Švédsko    | 5      | 3     | 0  | 0  | 2      | 18:17 |
| Švýcarsko  | 3      | 1     | 1  | 0  | 1      | 9:8   |
| USA        | 1      | 0     | 0  | 1  | 0      | 1:2   |
| Celkem     | 25     | 11    | 4  | 2  | 8      | 73:61 |

## Přátelské mezistátní zápasy
Česko -  Kanada  0:3  (0:2, 0:0, 0:1)
3. května 2016 - Praha

Branky Česka: nikdo

Branky Kanady: 7. Ryan O'Reilly, 9. Matt Duchene, 53. Connor McDavid

Rozhodčí: Šindler, Šír – Blümel, Gebauer (CZE)

Vyloučení: 2:4		

Diváků: 16 812 
Česko: Pavel Francouz (31. Dominik Furch) – Jeřábek, Michal Jordán, Radim Šimek, Milan Doudera, Tomáš Kundrátek, Tomáš Voráček, Petr Zámorský, Adam Polášek – David Pastrňák, Tomáš Plekanec, Dominik Kubalík – Michal Řepík, Tomáš Filippi, Jiří Sekáč – Richard Jarůšek, Kousal, Tomáš Zohorna – Tomáš Vincour, Petr Koukal, Martin Zaťovič.
Kanada: Talbot (31. Pickard) – Tanev, Rielly, Ceci, R.Murray, Dumba, Hutton, Matheson – S. Reinhart, Brassard, Hall – Duchene, McDavid, Domi – Gallagher, O'Reilly, Jenner – Stone, Scheifele, Hamilton.